# Camilla Pytlick
Camilla Bogetoft Pytlick (født 6. november 1997) er en dansk håndboldspiller, som spiller i TTH Holstebro.

## Privat
Hun er datter af tidligere håndboldspiller Berit Bogetoft og håndboldtræner Jan Pytlick. Hun er søster til Simon Pytlick og Josephine Pytlick, der begge spiller elitehåndbold.